# 木谷恭介
木谷 恭介（こたに きょうすけ、1927年11月1日 - 2012年12月9日）は、日本の推理作家、放送作家。本名：西村 俊一（にしむら しゅんいち）。

## 人物
大阪府生まれ、兵庫県出身。旧制甲陽中学校（現・甲陽学院中学校・高等学校）卒。
劇団「新風俗」「三木トリロー文芸部」などを経て、ルポライター。また、ラジオ番組『小沢昭一の小沢昭一的こころ』の台本を執筆。そのかたわら、若者向け旅行ガイドを執筆。
1977年、『俺が拾った吉野太夫』で第1回小説クラブ新人賞受賞。以後作家生活に入り、トルコ風呂などを舞台とした官能小説、あるいはトルコガイドブックなどを執筆していたが、1983年の『赤い霧の殺人行』から、旅情ミステリーに専念。55歳での再出発だった。宮之原警部シリーズで読者を多く獲得した。
静岡県掛川市（旧・大須賀町）に居住。静岡県内を舞台にした作品も多く、『遠州姫街道殺人事件』や『新幹線《のぞみ47号》消失!』なども執筆。静岡新聞において『日曜版小説』も連載し、1990年11月から1991年1月まで静岡新聞夕刊にて『窓辺』も執筆した。
2012年12月9日、掛川市内の病院で心不全のため死去。85歳没。

## 主な著作
- 「宮之原警部」シリーズ
- 『旅が三倍たのしくなる本 案外知られていない“ニッポンガイド"』（双葉新書） 1964
- 『若い人のための全国旅行50コース』（新星出版社） 1966
- 『北海道 国民宿舎とユースホステルの旅』（新星出版社） 1967
- 『四季の民宿と国民宿舎』（新星出版社） 1967
- 『京都・奈良・南紀 国民宿舎とユースホステルの旅』（新星出版社） 1968
- 『九州 国民宿舎とユースホステルの旅』（新星出版社） 1968
- 『地獄大図鑑』（編、立風書房、ジャガーバックス） 1975
- 『孤独な指』（桃園書房） 1979、のちフランス書院文庫
- 『泡まみれの天使』（桃園書房） 1979
- 『夜の深海魚』（桃園書房） 1979
- 『シャボン軍団』（桃源社） 1980
- 『墜ちて来た夜』（桃園書房） 1980
- 『悦楽浴場』（桃源社） 1980
- 『陶酔の奈落』（グリーンアロー出版社、グリーンアロー・ブックス） 1980
- 『密室には蜜の陥穽』（グリーンアロー出版社、グリーンアロー・ブックス） 1980
- 『ファッツトルコ』（池田書店） 1981
- 『トルコバイオレンステクニカ』（池田書店） 1981
- 『心機一転 小沢昭一的こころ』（芸術生活社） 1981
- 『なめんなよ女ども!! おんなのパドック』（たざわ書房） 1982
- 『天使たちとの夜』（光風社出版） 1982
- 『赤い霧の殺人行』（徳間書店） 1983
- 『密室』（フランス書院文庫） 1986
- 『ヤッちゃん弁護士 闇のお仕事ひきうけます』（トクマ・ノベルズ） 1986、のち文庫
- 『特急《ひだ3号》 30秒の死角』（双葉社） 1987。のち文庫
- 『おしゃれ捜査官 旅情ミステリー』（桃園新書） 1987、のち改題『おしゃれ探偵』（桃園文庫） 1990
- 『孤独な指』（フランス書院文庫） 1987
- 『「家康二人説」殺人事件』（日本文芸社、日文ノベルス） 1994、のち文庫
- 『新幹線《のぞみ47号》消失!』（トクマ・ノベルズ） 1999
- 『死にたい老人』（幻冬舎新書） 2011
- 『公衆トイレと人生は後ろを向いたらやり直し ソープの帝王・鈴木正雄伝』（光文社） 2012

## メディア・ミックス

### テレビドラマ
テレビ朝日系
- 土曜ワイド劇場 札幌時計台殺人事件（1993年12月4日、主演：名高達郎）

TBS系
- 月曜ドラマスペシャル 京都埋蔵金伝説殺人事件（1996年4月22日、主演：松方弘樹、原作：京都紅葉伝説殺人事件）
- 月曜ミステリー劇場 警察庁特別広域捜査官 宮之原警部の愛と追跡（2001年5月28日、主演：鹿賀丈史）
- 月曜ミステリー劇場 警察庁特別広域捜査官 宮之原警部シリーズ（主演：村上弘明）
  - 第1話・丹後浦島伝説殺人事件（2003年9月8日）
  - 第2話・菜の花幻想殺人事件（2006年2月13日）

フジテレビ系
- 金曜エンタテイメント 宮之原警部 こころの事件簿（1998年5月29日、主演：仲代達矢）